# Poul Reichhardt

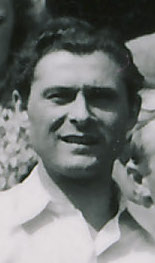
Poul Reichhardt bei ASA-Film in den 1950er Jahren.

Poul David Reichhardt, auch Poul Reichardt (* 2. Februar 1913 in Ganløse, Kommune Egedal, Region Hovedstaden, Sjælland; † 31. Oktober 1985 in Skagen) war ein dänischer Schauspieler und Opernsänger (Tenor).

## Leben
Reichhardt wuchs als einziges Kind bei seiner Mutter und seinem Stiefvater, einem Studienrat, im Ortsteil Kødbyen von Vesterbro in Kopenhagen und später in Nørrebro auf. Er hatte sein Debüt 1931 im Theaterstück Styrmand Karlsens flammer im Nørrebro Theater in Kopenhagen. Am Königlichen Theater Kopenhagen wirkte er ab 1950 und wurde dort hauptsächlich für seine Auftritte in der Rolle des Biff Loman in dem Theaterstück Tod eines Handlungsreisenden von Arthur Miller und als Ralph Rackstraw in H.M.S. Pinafore von Arthur Sullivan bekannt. Weitere wichtige Rollen hatte er als Papageno in Die Zauberflöte von Mozart sowie als Meyer in dem Stück Indenfor Murene (Innerhalb der Mauern) von Henri Nathansen. Reichhardt war mehrere Jahre Präsident der Vereinigung von Theaterschauspielern und Opernsängern (Foreningen af Skuespil- og Operapersonale) am Det Kongelige Teater und in der dänischen Schauspielervereinigung (Dansk Skuespillerforbund) aktiv.
Bis zum Ende seiner Schauspielkarriere trat Reichardt in vielen dänischen Filmen auf. Zudem spielte er von 1970 bis 1977 in der Fernsehserie Oh, diese Mieter (Huset på Christianshavn) und dem Film Ballade på Christianshavn den Möbelträger Olsen.
Reichhardt war in erster Ehe ab 1955 mit der schwedischen Schauspielerin Margareta Fahlén verheiratet. Die Ehe blieb kinderlos. In zweiter Ehe war er ab 1962 mit der Schauspielerin Charlotte Ernst, mit der er vier gemeinsame Kinder hatte. Ihr Sohn Peter Reichhardt wurde ebenfalls Schauspieler.
Poul Reichhardt erkrankte 1981 an einem Blutgerinnsel, wodurch er seine Schauspieltätigkeit aufgeben musste. Bis zu seinem Tod 1985 lebte er in Skagen. Reichhardt wurde auf dem Ordrup-Kirkegård in Kopenhagen beigesetzt.

## Filmografie (Auswahl)
- 1932: Pat und Patachon schlagen sich durch (Han, hun og Hamlet)
- 1940: Pat und Patachon: Zwei schöne Fürstenkinder (I de gode, gamle dage)
- 1945: Rote Wiesen (De røde enge)
- 1946: Das Feuerzeug (Fyrtøjet)
- 1947: Soldaten og Jenny als Soldat
- 1950: Die roten Pferde (De røde Heste)
- 1955: Die Verblendeten (Blændværk)
- 1956: Qivitoq
- 1958: Wenn alle Stricke reißen (Verdens rigeste pige)
- 1959: Einesteils der Liebe wegen
- 1960: Tro, håb og trolddom
- 1961: Glaube, Hoffnung und Zauberei (Tro, håb og trolddom)
- 1961: Komtessen
- 1962: Verrat auf Befehl (The Counterfeit Traitor)
- 1964: Tod bei Tisch (Døden kommer til middag)
- 1966: Disneyland
- 1967: Das rote Pferd (De røde heste)
- 1967: Jeg er sgu min egen
- 1967: Martha
- 1967: Strandbiene (Gift)
- 1968: Die Fledermaus (Flagermusen)
- 1968: Die Olsenbande
- 1969: Die Olsenbande in der Klemme
- 1970: Rend mig i revolutionen
- 1970–1977: Oh, diese Mieter! (Fernsehserie)
- 1971: Ballade på Christianshavn
- 1972: Die Olsenbande und ihr großer Coup
- 1974: Nitten røde roser
- 1975: Die Olsenbande stellt die Weichen
- 1978–1981: Die Leute von Korsbaek
- 1981: Die Olsenbande fliegt über alle Berge

## Auszeichnungen und Ehrungen
- 1948: Bodil in der Kategorie Bester Hauptdarsteller für Soldaten og Jenny
- 1958: Reichhardt wurde zum Ritter des Dannebrogordens ernannt und einen Tag danach wurde er mit dem Frederik Schybergs Mindelegat-Preis ausgezeichnet.
- 1960: Teaterpokalen
- 1971: Ernennung zum Ritter 1. Klasse der Dannebrogorden.
- 2006: Im Kopenhagener Stadtteil Valby wurde eine Straße nach ihm, in »Poul Reichhardts Vej« benannt.